# Jacques Freitag
Jacques Freitag (Sudáfrica, 11 de junio de 1982 - c. 1 de julio de 2024) fue un atleta sudafricano, especialista en la prueba de salto de altura, en la que logró ser campeón mundial en 2003.

## Carrera deportiva
En el Mundial de París 2003 ganó la medalla de oro en salto de altura, con una marca de 2.35 metros, por delante del sueco Stefan Holm y del canadiense Mark Boswell.

## Muerte
Freitag fue hallado muerto el 2 de julio de 2024, tras haber sido disparado varias de veces con un arma de fuego. Había sido visto por última vez el 17 de junio al salir de la casa de su madre junto a un hombre desconocido. La policía judicial sudafricana aún no ha revelado el día concreto de la muerte.